# Harleyville
Harleyville és una població dels Estats Units a l'estat de Carolina del Sud. Segons el cens del 2000 tenia 594 habitants.

## Demografia
Segons el cens del 2000, Harleyville tenia 594 habitants, 250 habitatges i 165 famílies. La densitat de població era de 231,7 habitants/km².
Dels 250 habitatges en un 31,2% hi vivien nens de menys de 18 anys, en un 38% hi vivien parelles casades, en un 22% dones solteres, i en un 34% no eren unitats familiars. En el 30,8% dels habitatges hi vivien persones soles el 16,4% de les quals corresponia a persones de 65 anys o més que vivien soles. El nombre mitjà de persones vivint en cada habitatge era de 2,38 i el nombre mitjà de persones que vivien en cada família era de 2,99.
Per edats la població es repartia de la següent manera: un 28,3% tenia menys de 18 anys, un 7,6% entre 18 i 24, un 23,6% entre 25 i 44, un 24,6% de 45 a 60 i un 16% 65 anys o més.
L'edat mediana era de 38 anys. Per cada 100 dones de 18 o més anys hi havia 75,3 homes.
La renda mediana per habitatge era de 26.397 $ i la renda mediana per família de 35.313 $. Els homes tenien una renda mediana de 33.083 $ mentre que les dones 21.875 $. La renda per capita de la població era de 16.412 $. Entorn del 23,1% de les famílies i el 43,4% de la població estaven per davall del llindar de pobresa.

## Poblacions més properes
El següent diagrama mostra les poblacions més properes.